# Al-Mahalah
L'Al-Mahalah è un club calcistico libico.
Fondato nel 1977, il club ha vinto due campionati (nel 1998 e nel 1999) e una supercoppa libica nel 1998.
Fino al 2002 il club giocava in massima serie; poi dal 2001-2002 milita in seconda serie.
I colori sociali della società sono l'arancio-nero.

## Partecipazioni a competizioni CAF
- CAF Champions League:

1999 - primo turno
- CAF Cup:

2000 - primo turno
2001 -primo turno

## Stadio
Il club gioca le gare casalinghe al GMR Stadium che contiene 3.000 posti a sedere.

## Palmarès
- Libyan Premier League: 2

1998, 1999
- Supercoppa di Libia: 1

1998